# Night Club (film 1989)
Night Club è un film commedia italiano del 1989, diretto da Sergio Corbucci ed interpretato da Christian De Sica, Mara Venier, Sergio Vastano e Massimo Wertmüller.
Si tratta dell'ultima regìa cinematografica del regista romano, deceduto infatti l'anno successivo per un arresto cardiaco.

## Trama
Il film è ambientato a Roma nella notte del 2 febbraio 1960, la stessa in cui ci furono la prima de La dolce vita di Federico Fellini e la morte di Fred Buscaglione. I modesti impiegati di banca Piero e Ottavio sognano di poter aprire una finanziaria tutta loro: non avendo soldi a sufficienza, cercano un finanziamento e si affidano allo spietato e scaltro Walter Danesi, che procura delle donne disponibili al ricco imprenditore calabrese Balestrelli, chiedendogli in cambio di aiutare i suoi due amici.
Le donne adescate da Walter sono la matura ma ancora sensuale signora friulana Luciana accompagnata dalla nipote Rita, la giovanissima aspirante attrice Cristina, la modella di Renato Guttuso Erina e la svedese tutto pepe Ilsa. A loro si uniscono la cantante comunista Xandra col suo manager omosessuale e l'androgina Carla. Tutti trascorrono insieme la serata, prima in un tipico night club di quegli anni e poi a casa di Piero.
Tranne il padrone di casa e il suo amico, tutti gli altri uomini cercano di "rimorchiare": Balestrelli si invaghisce di Xandra ma, dopo aver avuto un amplesso con lei, viene colpito da un infarto. Piero chiama un'ambulanza e decide di accompagnarlo all'ospedale e, durante il tragitto, si fermano davanti al luogo dell'incidente in cui è morto Buscaglione.
Intanto Walter, unico senza "accompagnatrice", cerca di sedurre Rita, nonostante sia minorenne, ma, resosi subito conto della meschinità del gesto, si lascia conquistare dalla nobiltà d'animo della ragazzina e la lascia andare. Subito dopo decide di portare a Montecarlo Ilsa e Carla, che nel frattempo hanno iniziato una relazione, perché la manager ha intenzione di far lavorare la ragazza come modella: a Ponte Duca d'Aosta, il gruppo individua Rita e Walter scende dall'auto per raggiungerla, giusto in tempo perché la ragazza aveva intenzione di buttarsi nel fiume. A questo punto l'uomo decide di accompagnarla alla stazione, non accorgendosi che i due tizi che lo aspettavano davanti al locale lo stanno seguendo a bordo della sua macchina: Rita se ne 
accorge e, dopo averglielo detto, Walter le promette di portarla in America, una promessa che sicuramente non manterrà. Giunti alla stazione, l'uomo scorta la ragazza sulla carrozza del treno, assieme ai due uomini e, appena il treno parte, urla e scappa in cerca di aiuto, inseguito dai medesimi.